# Taihu (Anqing)

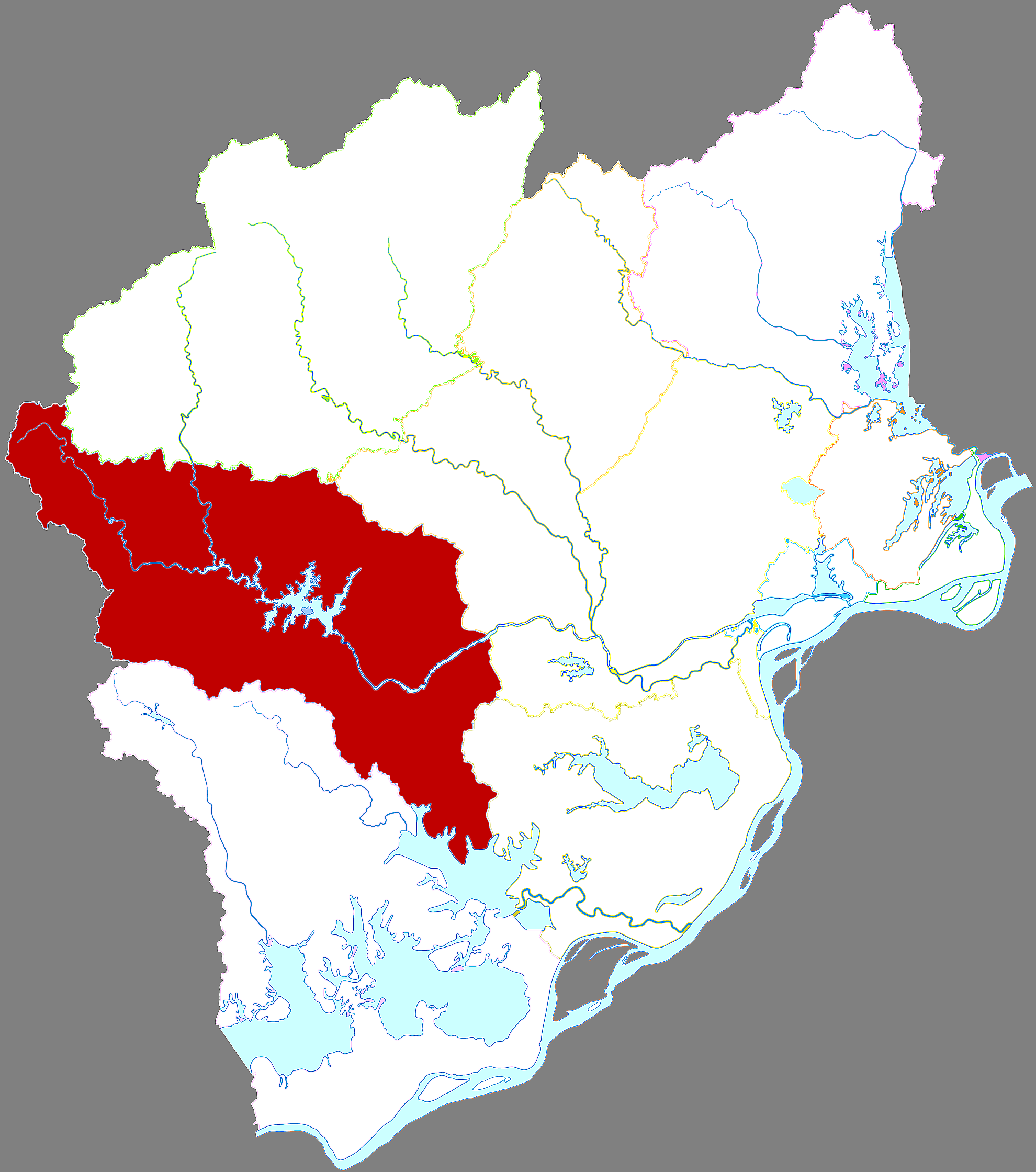
Lage von Taihu in Anqing

Der Kreis Taihu (chinesisch 太湖县, Pinyin Tàihú Xiàn) ist ein Kreis der bezirksfreien Stadt Anqing in der chinesischen Provinz Anhui. Der Kreis besitzt eine Fläche von 2.040 Quadratkilometern und hatte im November 2022 575.385 registrierte Einwohner.

## Geschichte
Der Name des Kreises hat nichts mit dem berühmten Tai Hu in der Provinz Jiangsu zu tun, der 400 km entfernt liegt, sondern leitet sich von einem seit dem Ende der Ming-Dynastie ausgetrockneten See im Südwesten des Kreisgebiets ab. Während der Früheren Song-Dynastie (420–479) gehörte die Gegend zur Kommandantur Jinxi (晋熙郡, nicht zu verwechseln mit der gleichnamigen Großgemeinde), die ihren Amtssitz im heutigen Qianshan hatte. Im Jahr 448 richtete Kaiser Liu Yilong den nach dem kleinen See benannten Kreis Taihu ein; die wörtliche Übersetzung der chinesischen Bezeichnung 太湖左县 lautet „Kreis Taihu der Südbarbaren“. Im Jahr 598 der Sui-Dynastie wurde auf Anordnung von Kaiser Yang Jian die diskriminierende Silbe 左 aus der offiziellen Bezeichnung entfernt. Seitdem trägt der Kreis seinen heutigen Namen.
Mitte der 570er Jahre, während der Chen-Dynastie, kam Huike, ein Schüler Bodhidharmas und der zweite Patriarch des Chan-Buddhismus,  mit seinen Schülern in den Kreis Taihu, um der Buddhistenverfolgung in der Nördlichen Zhou-Dynastie aus dem Weg zu gehen. Er ließ sich auf dem Löwenberg (狮子山) im Norden der heutigen Großgemeinde Niuzhen nieder (nicht zu verwechseln mit dem gleichnamigen Berg in der Großgemeinde Xuqiao) und unterrichtete dort für einige Zeit. Auch nachdem Huike weitergezogen war, blieben einige Mönche auf dem Löwenberg. Sie lebten dort in sehr einfachen Unterkünften. Mitte der 690er Jahre ließ Di Renjie, ein ehemaliger, in den Kreis Pengze strafversetzter Kanzler der Tang-Dynastie, neben der kleinen Höhle, in der Huike saß, wenn er unterrichtete, die Chan-Halle des Zweiten Patriarchen (二祖禅堂) erbauen.
Im Jahr 1195 der Südlichen Song-Dynastie wurde die Präfektur Anqing (安庆府) mit Regierungssitz im heutigen Qianshan gegründet, die 1361 von Zhu Yuanzhang, dem späteren Gründer der Ming-Dynastie erobert wurde. Im folgenden Jahr wurde der Kreis Taihu, der Präfektur Anqing unterstellt. 1912, nach der Xinhai-Revolution, wurde das System der Präfekturen abgeschafft, Anqing wurde ein Sondergebiet (安庆专区), dem der Kreis weiterhin unterstellt war. Ab 1930 gehörte Taihu zur Sowjetrepublik Hubei–Henan–Anhui (鄂豫皖革命根据地) und war während des Chinesischen Bürgerkriegs heftig umkämpft. Am 23. März 1949 wurde der Kreis schließlich von der Roten Armee endgültig erobert. Noch am selben Abend wurde in Jinxi die neue Kreisregierung eingesetzt. Nach der Auflösung der Volkskommunen im Jahr 1984 und ihrer Umwandlung in Gemeinden bestand der Kreis zunächst aus 9 Großgemeinden und 18 Gemeinden. Im Zuge mehrerer Verwaltungsreformen wurden die Gemeinden sukzessive zusammengelegt, bis schließlich Ende Juni 2004 die heutige Verwaltungsgliederung entstand.

## Administrative Gliederung
Auf Gemeindeebene setzt sich der Kreis Taihu aus zehn Großgemeinden und fünf Gemeinden zusammen. Diese sind: 
- Großgemeinde Baili (百里镇)
- Großgemeinde Beizhong (北中镇)
- Großgemeinde Jinxi (晋熙镇), Sitz der Kreisregierung
- Großgemeinde Mituo (弥陀镇)
- Großgemeinde Niuzhen (牛镇镇)
- Großgemeinde Siqian (寺前镇)
- Großgemeinde Tianhua (天华镇)
- Großgemeinde Xiaochi (小池镇)
- Großgemeinde Xincang (新仓镇)
- Großgemeinde Xuqiao (徐桥镇)
- Gemeinde Chengxi (城西乡)
- Gemeinde Dashi (大石乡)
- Gemeinde Jiangtang (江塘乡)
- Gemeinde Liufan (刘畈乡)
- Gemeinde Tangquan (汤泉乡)

## Verkehrsanbindung

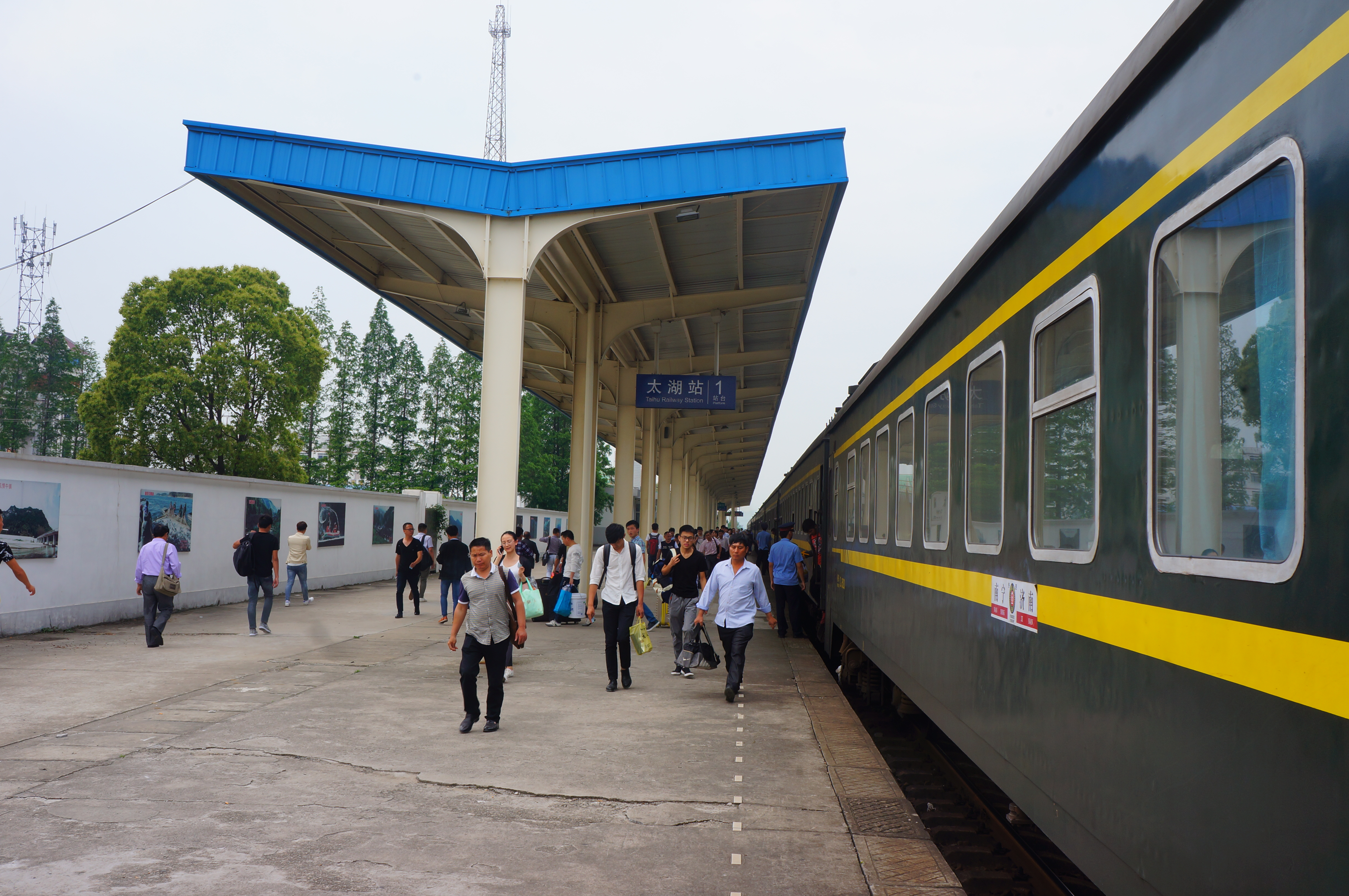
Bahnhof Taihu

Taihu liegt an der Bahnstrecke Hefei–Jiujiang von der Provinzhauptstadt Anhuis in den Norden der Provinz Jiangxi. Der Bahnhof in Jinxi wurde 1995 fertiggestellt, die Bahnstrecke nahm im Januar 1996 nach knapp fünfjähriger Bauzeit den fahrplanmäßigen Betrieb auf.
Südöstlich an Jinxi vorbei verläuft die Autobahn Shanghai–Chongqing, nordwestlich die Nationalstraße 105 von Peking nach Zhuhai in der Provinz Guangdong.
Etwa 80 km nordöstlich von Jinxi, am nördlichen Stadtrand von Anqing, liegt der Tianzhushan-Flughafen (安庆天柱山机场, IATA-Code AQG) mit zahlreichen Inlandsflügen. Dieser Flughafen geht auf einen nur ein Jahr betriebenen Wasserlandeplatz der Eurasia Corporation aus dem Jahr 1931 zurück. Ab 1953 gab es erstmals einen regulären Flughafen, der allerdings zwischen 1954 und 1959 wegen Hochwasserschaden außer Betrieb war und 1979 mangels Passagieraufkommen geschlossen wurde. Ab dem 8. August 1992 wurde das alte Gelände erweitert, und am 22. Dezember 1993 nahm der heutige Flughafen den Passagierverkehr auf. Der Tianzhushan-Flughafen wird vom Militär mitbenutzt.